# 마치다 브라이트
마치다 브라이트(일본어: 町田 ブライト, 1996년 10월 23일~)는 일본의 축구 선수이다.

## 구단 경력
그는 2019년 일본 축구 전문학교에 입단했다. 2020년 J3리그의 FC 기후로 이적했다. 2021년까지 22경기에 출전하여, 3득점을 넣었다.